# Nigeria na Letnich Igrzyskach Olimpijskich 2020
Nigerię na Letnich Igrzyskach Olimpijskich 2020 reprezentowało 53 zawodników: 24 mężczyzn i 29 kobiet. Był to 17. start reprezentacji Nigerii na letnich igrzyskach olimpijskich.

## Zdobyte medale
| Medal  | Zawodnik           | Dyscyplina    | Konkurencja                          | Rezultat                                      | Data       |
| ------ | ------------------ | ------------- | ------------------------------------ | --------------------------------------------- | ---------- |
| Srebro | Blessing Oborududu | Zapasy        | Kategoria do 68 kg kobiet styl wolny | W finale uległa amerykance Tamarze Mensah 1:4 | 3 sierpnia |
| Brąz   | Ese Brume          | Lekkoatletyka | skok w dal kobiet                    | 6,97 m                                        | 3 sierpnia |

## Skład kadry

### Badminton
| Zawodnik                               | Konkurencja        | Faza grupowa                        | Faza grupowa                       | Faza grupowa                     | Pozycja | 1/8              | Ćwierćfinały     | Półfinały        | Finał            | Finał            | Finał   | Źródło                  |
| Zawodnik                               | Konkurencja        | Przeciwnik Wynik                    | Przeciwnik Wynik                   | Przeciwnik Wynik                 | Pozycja | Przeciwnik Wynik | Przeciwnik Wynik | Przeciwnik Wynik | Przeciwnik Wynik | Przeciwnik Wynik | Pozycja | Źródło                  |
| -------------------------------------- | ------------------ | ----------------------------------- | ---------------------------------- | -------------------------------- | ------- | ---------------- | ---------------- | ---------------- | ---------------- | ---------------- | ------- | ----------------------- |
| Godwin Olofua Anuoluwapo Juwon Opeyori | gra podwójna (m)   | Endo Yūta Watanabe 0:2 (2-21, 7-21) | Astrup Rasmussen 0:2 (7-21, 10-21) | Iwanow Sozonow 0:2 (8-21, 10-21) | 2.      | N/A              | NQ               | NQ               | NQ               | NQ               | 5.      | [ 4 ] [ 5 ] [ 6 ] [ 7 ] |
| Dorcas Ajoke Adesokan                  | gra pojedyncza (k) | Azurmendi 0-2 (10-21, 2-21)         | An Se-young 0-2 (3-21, 6-21)       | N/A                              | 3.      | NQ               | NQ               | NQ               | NQ               | NQ               | 15.     | [ 8 ] [ 9 ] [ 10 ]      |

### Gimnastyka
Mężczyźni
| Zawodnik | Konkurencja            | Kwalifikacje | Kwalifikacje | Kwalifikacje | Kwalifikacje | Kwalifikacje | Kwalifikacje | Kwalifikacje | Kwalifikacje | Finał    | Finał    | Finał    | Finał    | Finał    | Finał    | Finał | Finał   | Źródło |
| Zawodnik | Konkurencja            | Przyrząd     | Przyrząd     | Przyrząd     | Przyrząd     | Przyrząd     | Przyrząd     | Razem        | Pozycja      | Przyrząd | Przyrząd | Przyrząd | Przyrząd | Przyrząd | Przyrząd | Razem | Pozycja | Źródło |
| Zawodnik | Konkurencja            | F            | PH           | R            | V            | PB           | HB           | Razem        | Pozycja      | F        | PH       | R        | V        | PB       | HB       | Razem | Pozycja | Źródło |
| -------- | ---------------------- | ------------ | ------------ | ------------ | ------------ | ------------ | ------------ | ------------ | ------------ | -------- | -------- | -------- | -------- | -------- | -------- | ----- | ------- | ------ |
| Uche Eke | wielobój indywidualnie | 12,833       | 12,866       | 11,900       | 13,433       | 12,233       | 11,500       | 74,765       | 58.          | NQ       | NQ       | NQ       | NQ       | NQ       | NQ       | NQ    | NQ      | [ 11 ] |

### Kajakarstwo
| Zawodnik               | Konkurencja   | Eliminacje | Eliminacje | Ćwierćfinały | Ćwierćfinały | Półfinały | Półfinały | Finał A/B | Finał A/B | Pozycja | Źródło |
| Zawodnik               | Konkurencja   | Czas       | Pozycja    | Czas         | Pozycja      | Czas      | Pozycja   | Czas      | Pozycja   | Pozycja | Źródło |
| ---------------------- | ------------- | ---------- | ---------- | ------------ | ------------ | --------- | --------- | --------- | --------- | ------- | ------ |
| Ayomide Emmanuel Bello | C-1 200 m (k) | 47,539     | 3.         | 47,326       | 3.           | NQ        | NQ        | NQ        | NQ        | NQ      | [ 12 ] |

### Koszykówka
Turniej kobiet
- Reprezentacja kobiet

| - Amy Okonkwo - Pallas Kunaiyi-Akpannah - Elizabeth Balogun - Aisha Mohammed - Promise Amukamara - Adaora Elonu |  | - Atonye Nyingifa - Oderah Chidom - Ezinne Kalu - Victoria Macaulay - Erica Ogwumike - Ify Ibekwe |

| Drużyna | Konkurencja | Faza grupowa            | Faza grupowa     | Faza grupowa     | Faza grupowa | Ćwierćfinały     | Półfinały        | Finał            | Pozycja | Źródło        |
| Drużyna | Konkurencja | Przeciwnik Wynik        | Przeciwnik Wynik | Przeciwnik Wynik | Pozycja      | Przeciwnik Wynik | Przeciwnik Wynik | Przeciwnik Wynik | Pozycja | Źródło        |
| ------- | ----------- | ----------------------- | ---------------- | ---------------- | ------------ | ---------------- | ---------------- | ---------------- | ------- | ------------- |
| Nigeria | kobiety     | Stany Zjednoczone 72-81 | Francja 62-87    | Japonia 83-102   | 4.           | NQ               | NQ               | NQ               | 11.     | [ 13 ] [ 14 ] |

Turniej mężczyzn
- Reprezentacja mężczyzn

| - KZ Okpala - Caleb Agada - Ekpe Udoh - Chimezie Metu - Obi Emegano - Miye Oni |  | - Jahlil Okafor - Josh Okogie - Gabe Vincent - Jordan Nwora - Ike Nwamu - Precious Achiuwa |

| Drużyna | Konkurencja | Faza grupowa     | Faza grupowa     | Faza grupowa     | Faza grupowa | Ćwierćfinały     | Półfinały        | Finał            | Pozycja | Źródło        |
| Drużyna | Konkurencja | Przeciwnik Wynik | Przeciwnik Wynik | Przeciwnik Wynik | Pozycja      | Przeciwnik Wynik | Przeciwnik Wynik | Przeciwnik Wynik | Pozycja | Źródło        |
| ------- | ----------- | ---------------- | ---------------- | ---------------- | ------------ | ---------------- | ---------------- | ---------------- | ------- | ------------- |
| Nigeria | mężczyźni   | Australia 67-84  | Niemcy 92-99     | Włochy 71-80     | 4.           | NQ               | NQ               | NQ               | 10.     | [ 15 ] [ 16 ] |

### Lekkoatletyka
Konkurencje biegowe
| Zawodnik                                                                             | Konkurencja                 | Eliminacje | Eliminacje | Półfinał | Półfinał | Finał | Finał   | Źródło |
| Zawodnik                                                                             | Konkurencja                 | Wynik      | Miejsce    | Wynik    | Miejsce  | Wynik | Miejsce | Źródło |
| ------------------------------------------------------------------------------------ | --------------------------- | ---------- | ---------- | -------- | -------- | ----- | ------- | ------ |
| Enoch Adegoke                                                                        | 100 m (m)                   | 9,98       | 1.         | 10,00    | 2.       | DNF   | DNF     | [ 18 ] |
| Divine Oduduru                                                                       | 100 m (m)                   | DSQ        | DSQ        | NQ       | NQ       | NQ    | NQ      | [ 18 ] |
| Usheoritse Itsekiri                                                                  | 100 m (m)                   | 10,15      | 1.         | 10,29    | 7.       | NQ    | NQ      | [ 18 ] |
| Divine Oduduru                                                                       | 200 m (m)                   | 20,36      | 2.         | 20,16    | 3.       | NQ    | NQ      | [ 20 ] |
| Nzubechi Grace Nwokocha                                                              | 100 m (k)                   | 11,00      | 3.         | 11,07    | 5.       | NQ    | NQ      | [ 21 ] |
| Blessing Okagbare                                                                    | 100 m (k)                   | 11,05      | 1.         | DNS      | DNS      | NQ    | NQ      | [ 21 ] |
| Nzubechi Grace Nwokocha                                                              | 200 m (k)                   | 22,47      | 3.         | 22,47    | 4.       | NQ    | NQ      | [ 22 ] |
| Patience George                                                                      | 400 m (k)                   | 52,41      | 7.         | NQ       | NQ       | NQ    | NQ      | [ 23 ] |
| Tobi Amusan                                                                          | 100 m przez płotki (k)      | 12,72      | 1.         | 12,62    | 1.       | 12,60 | 4.      | [ 24 ] |
| Tobi Amusan Nzubechi Nwokocha Patience George Ese Brume                              | sztafeta 4 × 100 m (k)      | 43,25      | 6.         | N/A      | N/A      | NQ    | NQ      | [ 25 ] |
| Ifeanyi Emmanuel Ojeli Imaobong Nse Uko Samson Oghenewegba Nathaniel Patience George | sztafeta mieszana 4 × 400 m | 3:13,60    | 7.         | N/A      | N/A      | NQ    | NQ      | [ 26 ] |

Konkurencje techniczne
| Zawodnik              | Konkurencja        | Kwalifikacje | Kwalifikacje | Finał | Finał   | Źródło |
| Zawodnik              | Konkurencja        | Wynik        | Miejsce      | Wynik | Miejsce | Źródło |
| --------------------- | ------------------ | ------------ | ------------ | ----- | ------- | ------ |
| Chukwuebuka Enekwechi | pchnięcie kulą (m) | 21,16        | 7.           | 19,74 | 12.     | [ 27 ] |
| Ese Brume             | skok w dal (k)     | 6,76         | 6.           | 6,97  | brąz    | [ 28 ] |

### Pływanie
| Zawodnik         | Konkurencja        | Eliminacje | Eliminacje | Półfinał | Półfinał | Finał | Finał   | Źródło               |
| Zawodnik         | Konkurencja        | Czas       | Miejsce    | Czas     | Miejsce  | Czas  | Miejsce | Źródło               |
| ---------------- | ------------------ | ---------- | ---------- | -------- | -------- | ----- | ------- | -------------------- |
| Abiola Ogunbanwo | 100 m dowolnym (k) | 59,74      | 48.        | NQ       | NQ       | NQ    | NQ      | [ 29 ] [ 30 ] [ 31 ] |

### Taekwondo
| Zawodnik            | Konkurencja   | 1/8              | Ćwierćfinał      | Półfinał         | Repesaż          | Finał/3. miejsce | Finał/3. miejsce | Źródło |
| Zawodnik            | Konkurencja   | Przeciwnik Wynik | Przeciwnik Wynik | Przeciwnik Wynik | Przeciwnik Wynik | Przeciwnik Wynik | Pozycja          | Źródło |
| ------------------- | ------------- | ---------------- | ---------------- | ---------------- | ---------------- | ---------------- | ---------------- | ------ |
| Elizabeth Anyanacho | -67 kg kobiet | Tatar P 7:12     | NQ               | NQ               | NQ               | NQ               | 11.              | [ 32 ] |

### Tenis stołowy
| Zawodnik           | Konkurencja        | Eliminacje       | Runda 1              | Runda 2          | Runda 3          | 1/8 finału       | Ćwierćfinały     | Półfinały        | Finał            | Finał   | Źródło |
| Zawodnik           | Konkurencja        | Przeciwnik Wynik | Przeciwnik Wynik     | Przeciwnik Wynik | Przeciwnik Wynik | Przeciwnik Wynik | Przeciwnik Wynik | Przeciwnik Wynik | Przeciwnik Wynik | Pozycja | Źródło |
| ------------------ | ------------------ | ---------------- | -------------------- | ---------------- | ---------------- | ---------------- | ---------------- | ---------------- | ---------------- | ------- | ------ |
| Quadri Aruna       | gra pojedyncza (m) | N/A              | N/A                  | N/A              | Tsuboi P 2-4     | NQ               | NQ               | NQ               | NQ               | 17.     | [ 33 ] |
| Olajide Omotayo    | gra pojedyncza (m) | BYE              | Tiago Apolónia P 0-4 | NQ               | NQ               | NQ               | NQ               | NQ               | NQ               | 49.     | [ 33 ] |
| Offiong Edem       | gra pojedyncza (k) | BYE              | Madarász W 4-1       | Zhang P 1-4      | NQ               | NQ               | NQ               | NQ               | NQ               | 33.     | [ 34 ] |
| Olufunke Oshonaike | gra pojedyncza (k) | Liu P 1-4        | NQ                   | NQ               | NQ               | NQ               | NQ               | NQ               | NQ               | 65.     | [ 34 ] |

### Wioślarstwo
| Zawodnik    | Konkurencja | Eliminacje | Eliminacje | Repesaż | Repesaż | Ćwierćfinały | Ćwierćfinały | Półfinały | Półfinały       | Finał   | Finał      | Miejsce | Źródło |
| Zawodnik    | Konkurencja | Czas       | M.         | Czas    | M.      | Czas         | M.           | Czas      | M.              | Czas    | M.         | Miejsce | Źródło |
| ----------- | ----------- | ---------- | ---------- | ------- | ------- | ------------ | ------------ | --------- | --------------- | ------- | ---------- | ------- | ------ |
| Esther Toko | W1x         | 8:58,49    | 5.         | 9:07,54 | 4.      | N/A          | N/A          | 9:07,70   | 3. Półfinał E/F | 8:42,78 | 6. Finał E | 30.     | [ 35 ] |

### Zapasy
Mężczyźni – styl wolny
| Zawodnik          | Konkurencja | Kwalifikacje     | 1/8              | Ćwierćfinał      | Półfinał         | Repesaż 1        | Finał            | Finał   | Źródło |
| Zawodnik          | Konkurencja | Przeciwnik Wynik | Przeciwnik Wynik | Przeciwnik Wynik | Przeciwnik Wynik | Przeciwnik Wynik | Przeciwnik Wynik | Pozycja | Źródło |
| ----------------- | ----------- | ---------------- | ---------------- | ---------------- | ---------------- | ---------------- | ---------------- | ------- | ------ |
| Ekerekeme Agiomor | -86 kg      | BYE              | Punia P 1-12     | NQ               | NQ               | NQ               | NQ               | 13.     | [ 36 ] |

Kobiety – styl wolny
| Zawodniczka        | Konkurencja | 1/8              | Ćwierćfinał         | Półfinał         | Repesaż 1        | Finał/3. miejsce | Finał/3. miejsce | Źródło |
| Zawodniczka        | Konkurencja | Przeciwnik Wynik | Przeciwnik Wynik    | Przeciwnik Wynik | Przeciwnik Wynik | Przeciwnik Wynik | Pozycja          | Źródło |
| ------------------ | ----------- | ---------------- | ------------------- | ---------------- | ---------------- | ---------------- | ---------------- | ------ |
| Adijat Idris       | -50 kg      | Liwacz P 0-10    | NQ                  | NQ               | NQ               | NQ               | 15.              | [ 37 ] |
| Odunayo Adekuoroye | -57 kg      | Nichita P 8-2    | NQ                  | NQ               | NQ               | NQ               | 13.              | [ 39 ] |
| Aminat Adeniyi     | -62 kg      | Koladenko P 4-2  | NQ                  | NQ               | NQ               | NQ               | 16.              | [ 40 ] |
| Blessing Oborududu | -68 kg      | Manołowa W 13-2  | Dżumanazarowa W 3-2 | Batceceg W 7-2   | N/A              | Mensah P 1-4     | srebro           | [ 41 ] |